# 3942 Churivannia
3942 Churivannia è un asteroide della fascia principale. Scoperto nel 1977, presenta un'orbita caratterizzata da un semiasse maggiore pari a 2,3912832 UA e da un'eccentricità di 0,1970296, inclinata di 4,62103° rispetto all'eclittica.